# Surgoinsville, Tennessee
Surgoinsville, Tennessee (енгл. Surgoinsville) град је у америчкој савезној држави Тенеси.

## Демографија
По попису из 2010. године број становника је 1.801, што је 317 (21,4%) становника више него 2000. године.
| Група             | 2000.         | 2010.         |
| Белци             | 1.444 (97,3%) | 1.744 (96,8%) |
| Афроамериканци    | 5 (0,3%)      | 9 (0,5%)      |
| Азијати           | 0 (0,0%)      | 5 (0,3%)      |
| Хиспаноамериканци | 23 (1,5%)     | 26 (1,4%)     |
| Укупно            | 1.484         | 1.801         |